# Beata Bilińska
Pour les articles homonymes, voir Bilińska.
Beata Bilińska, née le 21 mai 1972 à Cracovie, est une pianiste et pédagogue polonaise.

## Biographie
En 1996, Beata Bilińska obtient son diplôme de l'Académie de musique de Katowice, préparé sous la direction d'Andrzej Jasiński. Elle a perfectionné ses compétences à la Hochschule der Künste à Berlin, avec Klaus Hellwig. Elle a participé à des master classes dirigées par des artistes tels que Lee Kum-Sing (en) et John Perry et a également bénéficié d'une rencontre avec Krystian Zimerman et de ses conseils artistiques.
Elle remporte de nombreux concours de piano, nationaux et internationaux. En 1993, elle est deuxième au du Concours international Arthur Rubinstein in Memoriam de jeunes pianistes à Bydgoszcz, dont une partie se déroule au Lincoln Center de New York. L'année suivante, elle est finaliste au 46e Concours international de piano Ferruccio-Busoni à Bolzano. En 2002, elle remporte le premier prix et le prix du public au 17e concours international de piano Rina-Sala-Gallo à Monza. Elle a reçu des bourses de la société Frédéric-Chopin, du ministère polonais de la Culture et du Patrimoine national et du maréchalat de la voïvodie de Silésie. Elle a été nommée pour un Paszport Polityki.
Elle joue dans de nombreux festivals prestigieux en Pologne et à l'étranger, notamment au Festival international Chopin de Duszniki-Zdrój (pl), au Festival de piano polonais de Słupsk (pl), au forum international Chopin de Wrocław, au Festival d'automne de Varsovie (pl), aux Rencontres musicales de Varsovie, aux Internationale Preistrager - Junge Meister Interpreten à Landshut, au Festival du Vigan dans les Cévennes, au Festival de musique classique et moderne d'Issoire et au Festival « Chopin au Jardin » à Paris. Elle a donné des récitals et des concerts symphoniques dans la plupart des salles philharmoniques de Pologne. Elle s'est produite en Autriche, en Argentine, en Bulgarie, en République tchèque, au Danemark, en France, en Italie, en Irlande, en Allemagne, en Suisse, en Suède, en Norvège, en Slovaquie, aux États-Unis et au Japon. Le 18 octobre 2003, elle a fait ses débuts au Carnegie Hall avec un récital dans la salle principale (Auditorium Isaac-Stern). 
Beata Bilińska est professeure associée à l'Académie de musique de Katowice. Elle dirige également des master classes en Pologne et à l'étranger.

## Discographie
Beata Bilińska a été enregistrée par la radio et la télévision polonaises. 
Parmi ses 12 disques édités : 
- Concertos pour piano de compositeurs japonais (IMC 1994),
- Préludes, Études-tableaux, Sonate en si bémol mineur, op. 36 de Rachmaninov  (DUX, 2003)
- IIe et Ve concertos pour piano de Ludwig van Beethoven, enregistrés avec l’Orchestre symphonique de la radio polonaise - les deux albums ont été nominés pour les prix Fryderyk (Radio polonaise, 2003, 2004),
- Des œuvres de Krzysztof Penderecki enregistrées avec la violoniste Patrycja Piekutowska (pl) - Prix Pizzicato Supersonic au Luxembourg (DUX, 2005),
- Des œuvres de Frédéric Chopin, de compositeurs contemporains polonais pour violon et piano - Prix Pizzicato Supersonic (DUX, 2006),
- Le concerto pour piano de Krzysztof Penderecki Zmartwychwstanie / Résurrection avec l'orchestre symphonique national de la radio polonaise sous la direction du compositeur - Prix Pizzicato Supersonic et Prix classique MIDEM à Cannes (DUX, 2007)
- avec le Quatuor Silésien : Alexandre Tansman – From Trio to Octet (Association Alexandre Tansman pour la promotion de la culture, 2008).
- Wojciech Kilar, deuxième concerto pour piano (2011)[2]